# Vladimir Kovalevsky
Vladimir Antonovich Kovalevsky (Wladimir Antonowitsch Kovalevski, russisch Владимир Антонович Ковалевский; * 1927) ist ein Physiker. Seine Forschungsgebiete umfassen digitale Geometrie, digitale Topologie, Computer Vision, Bildverarbeitung und Mustererkennung.

## Wissenschaftliche Tätigkeit
Vladimir Kovalevsky erhielt sein Diplom in Physik 1950 an der Universität Charkiw. Seine erste Dissertation schloss er 1957 am Zentralen Institut für Metrology in Leningrad ab. 1968 folgte sein zweiter Doktorgrad (Habilitation) am Institut für Kybernetik in Kiew, Ukrainische SSR. 1983 übersiedelte er in die DDR. Er arbeitete als Professor beziehungsweise als wissenschaftlicher Mitarbeiter an Universitäten in der DDR (Zentralinstitut für Kybernetik der ADW), der Bundesrepublik Deutschland (Beuth Hochschule für Technik Berlin, Universität Rostock), den USA (University of Pennsylvania, Drexel University), Mexiko (National Autonomous University of Mexico), Neuseeland (University of Auckland, Manukau Institute of Technology) und Korea (Chonbuk National University).
Über einen Zeitraum von fast 40 Jahren leistete Vladimir Kovalevsky viele grundlegende und wegweisende Beiträge in seinen Forschungsgebieten. Die Forschungsergebnisse zur digitalen Bildanalyse (insbesondere zur digitalen Geometrie und zur digitalen Topologie) sind wichtige Beiträge zur Bildanalyse insgesamt und zur Bildverarbeitung. Er entwickelte die statistisch begründete Korrelationsmethode zur Erkennung optischer Muster. Die Abteilung „Mustererkennung“ am Institut für Kybernetik in Kiew hat unter seiner Leitung 1968 die diese Methode realisierende optische Lesemaschine „Chars“ konstruiert. Diese Maschine hat maschinengeschriebene Seiten mit hoher Sicherheit gelesen.
Er schlug 1989 vor, topologische Kenntnisse, insbesondere über abstrakte Zellkomplexe, in der Bildverarbeitung zu nutzen. Dies hat die Definitionen und die Verarbeitung von Begrenzungen und Kanten in zwei- und dreidimensionalen digitalen Bildern verbessert. Er entwickelte effiziente Algorithmen zur Verfolgung und Kodierung von Begrenzungen und zur Kantendetektion in Farbbildern, die die Kanten zwischen Teilmengen verschiedener Farben, aber derselben Helligkeit erkennen können. Er schlug neue Definitionen und Algorithmen für die Erkennung der digitalen geraden Segmente vor. Kovalevsky hat als Programmierer viele Projekte entwickelt, welche diese Algorithmen implementieren. Ergebnisse seiner Forschung sind in seinen Monografien beschrieben.

## Publikationen
- Image Pattern Recognition. Springer-Verlag, 1980, ISBN 0-387-90440-9
- Finite Topology as Applied to Image Analysis. In: Computer Vision, Graphics and Image Processing, Bd. 46 (1989) S. 141–161
- Geometry of Locally Finite Spaces. Verlag Dr. Baerbel Kovalevski, Berlin, 2008, ISBN 978-3-9812252-0-4
- Modern Algorithms for Image Processing. Apress, 2019, ISBN 978-1-4842-4236-0
- Image Processing with Cellular Topology. Springer, 2021, ISBN 978-981-16-5771-9